# Tri Rismaharini

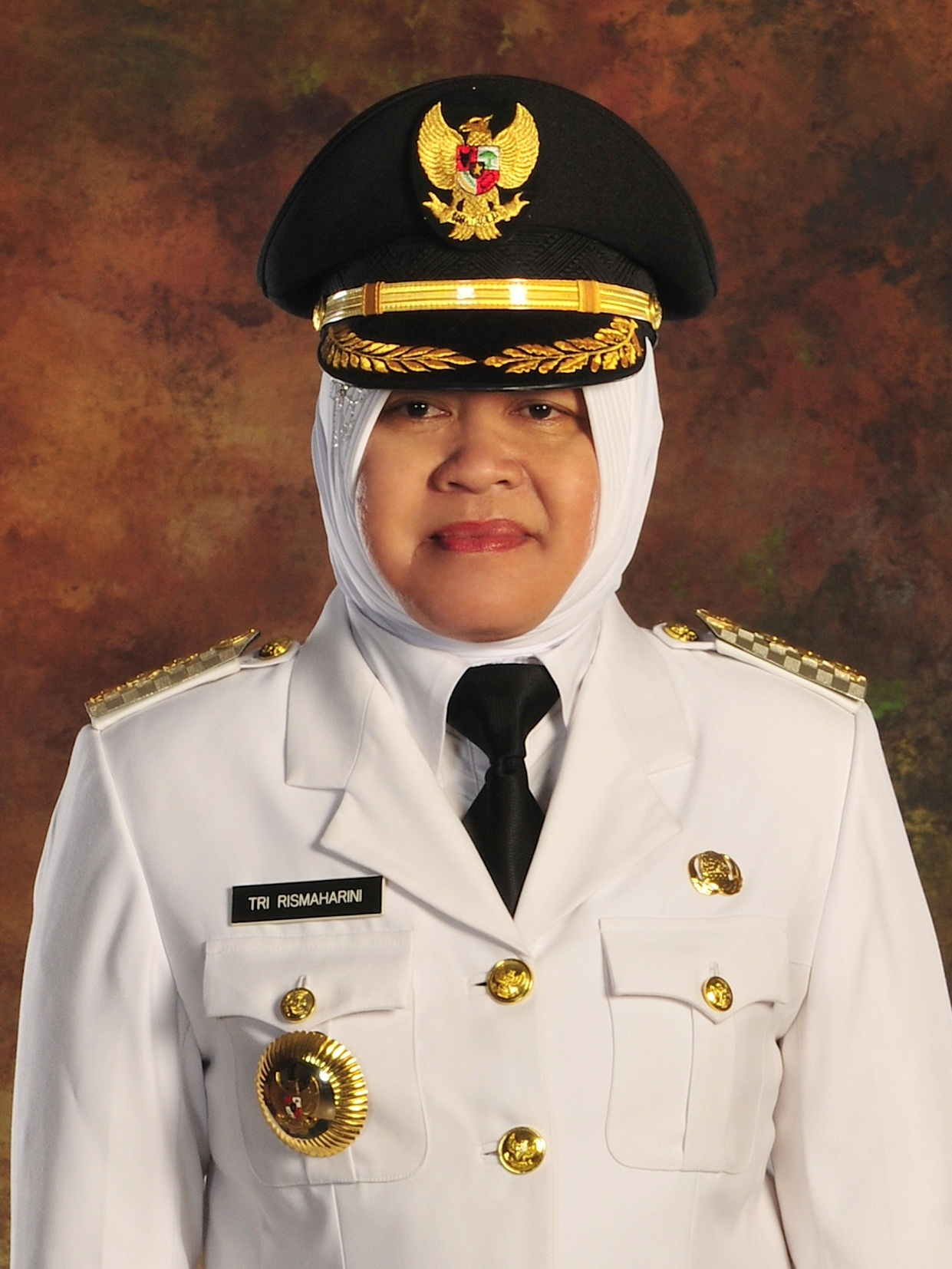
Tri Rismaharini (2010)

Tri Rismaharini (* 20. November 1961 in Kediri, Provinz Jawa Timur), bekannt als Risma, ist eine indonesische Politikerin (PDI-P). Seit dem 23. Dezember 2020 ist sie Ministerin für soziale Angelegenheiten. Zuvor war sie von 2010 bis 2020 als erste Frau Bürgermeisterin der Stadt Surabaya.

## Leben und Studium
Risma wurde als drittes von fünf Kindern in Kediri, Jawa Timur geboren. Nach ihrem Schulabschluss studierte sie Architektur im Bachelor und Urban Development Management im Master am Technologischem Institut 10. November (ITS) in Surabaya, 100 km von ihrer Heimatstadt entfernt. Nach ihrem Abschluss arbeitete sie zuerst als Beamtin in Bojonegoro und wurde dann Leiterin des Grünflächenamtes Surabaya. 2015 wurde sie von ihrer Universität mit einem Ehrendoktortitel gewürdigt.

## Politische Karriere
Risma, die der gleichen Partei, PDI-P, angehört wie Präsident Jokowi, setzte sich bei der Bürgermeisterwahl von Surabaya 2010 mit 38,5 % der Stimmen gegen vier Kandidaten durch und wurde damit als erste Frau zur Bürgermeisterin Surabayas ernannt. In ihrer Zeit als Bürgermeisterin verwandelte sie Surabaya in eine grüne Stadt, indem sie 22 Prozent der Stadtfläche in Grünflächen umwandelte. Ebenfalls für Aufsehen sorgte die Schließung des berühmten Gang Dolly, einem der größten Rotlichtbezirke Südostasiens. Bei der Wiederwahl zur Bürgermeisterin von Surabaya 2015 wurde sie nach einem Erdrutschsieg mit 86,6 Prozent der Stimmen wiedergewählt. 2019 erhielt sie die Ehrenbürgerschaft von Surabayas südkoreanischer Partnerstadt Busan.
Noch vor dem Ende ihrer Laufzeit als Bürgermeisterin wurde sie im Dezember 2020 ins Kabinett unter Jokowi als Ministerin für soziale Angelegenheiten berufen. Am 23. Dezember 2020 trat sie die Stelle als Ministerin an und ersetzte den unter Korruptionsverdacht stehenden Juliari Batubara.